# Río Yantar (Vagái)
El río Yantar (del ruso: Янтарь) es un río del óblast de Tiumén, en Rusia. Es un afluente por la derecha del río Vagái, que lo es del río Irtish, y éste a su vez del río Obi, a cuya cuenca hidrográfica pertenece.

## Geografía
Su curso tiene 14 km de longitud. Nace a unos 62 m sobre el nivel del mar en el lago Sabarovo. Se dirige hacia el norte el primer tercio, aproximadamente, de su curso, para girar al oeste en el segundo y al norte de nuevo en el tercero antes de desembocar a 52 m de altura en el Vagái 1.5 km al norte de Inderi, a 164 km de su desembocadura en el río Irtish en Vagái.
No hay localidades en su curso.